# Machézal
Machézal ist eine französische Gemeinde mit 401 Einwohnern (Stand 1. Januar 2022) im Département Loire in der Region Auvergne-Rhône-Alpes (vor 2016 Rhône-Alpes). Sie gehört zum Arrondissement Roanne und zum Kanton Le Coteau. 

## Geographie
Die Gemeinde Machézal liegt an der Grenze zum Département Rhône, etwa 26 Kilometer südöstlich von Roanne. Umgeben wird Machézal von den Nachbargemeinden Amplepuis im Norden, Les Sauvages im Osten, Joux im Südosten, Saint-Cyr-de-Valorges im Süden, Chirassimont im Südwesten und Westen sowie Fourneaux im Westen und Nordwesten. Durch die Gemeinde führt die Route nationale 7.

## Bevölkerungsentwicklung
| Jahr                       | 1962 | 1968 | 1975 | 1982 | 1990 | 1999 | 2006 | 2015 | 2022 |
| -------------------------- | ---- | ---- | ---- | ---- | ---- | ---- | ---- | ---- | ---- |
| Einwohner                  | 403  | 353  | 323  | 315  | 306  | 361  | 402  | 0396 | 401  |
| Quellen: Cassini und INSEE |      |      |      |      |      |      |      |      |      |

## Sehenswürdigkeiten
- Kirche Saint-Jean-Baptiste

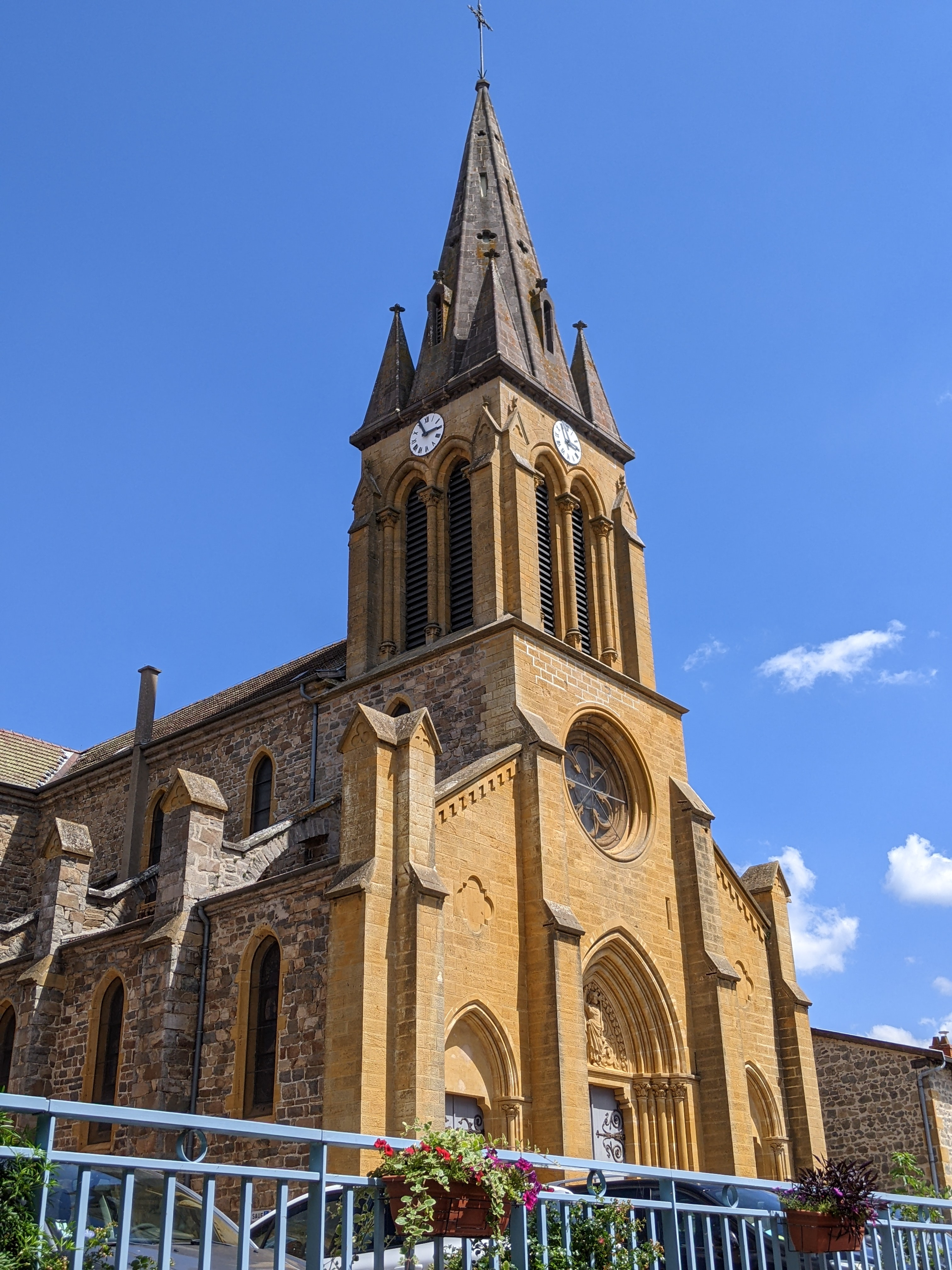
Turm der Kirche Saint-Jean-Baptiste
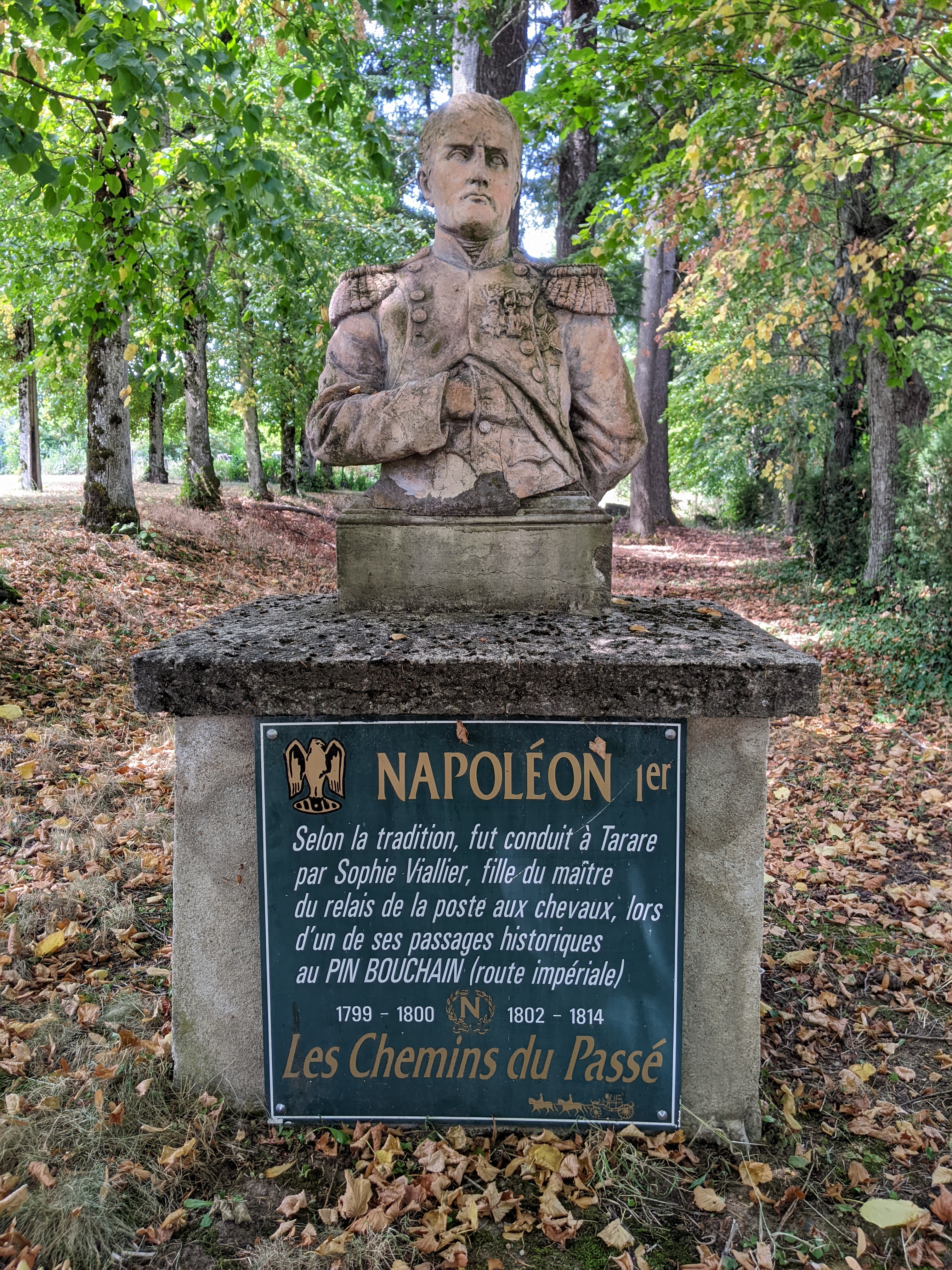
Napoléon-Büste